# Eugen Frank
Eugen Frank (Köln, 1854 — Köln, 1914) foi um químico alemão.
Em 1879 ele se juntou a fábrica de tintas Elberfeld (anteriormente Friedrich Bayer & Co.), posteriormente Bayer AG. Pouco tempo depois Frank sintetizou pela primeira vez o ácido croceínico, que foi a base para um novo método de produção de corantes, incluindo o escarlate de croceína e o amarelo de croceína. No processo de fabricação desses corantes, a empresa recebeu, em 18 de marco de 1881 a sua primeira patente.
Com esta primeira patente, a fábrica de tintas Elberfeld teve pouca sorte, dado que a empresa Agfa logo encontrou um método semelhante ao processo desenvolvido. Seus assistentes foram Paul Seidler e Carl Duisberg, sendo que Seidler deixou a empresa dentro de três anos e Duisberg retirou-se posteriormente.
Em 1884 Frank desenvolveu o corante azo Crisamina G.
Em 1895, ele assumiu uma posição no laboratório da Universidade de Bonn.